# Chile en cuatro cuerdas
Chile en cuatro cuerdas es un álbum de estudio de música clásica para cuerdas compuesto por Luis Gastón Soublette e interpretado por el grupo Cuarteto Chile, del Instituto de Música de la Universidad Católica de Chile. Fue lanzado en 1972 por el sello discográfico chileno DICAP, y relanzado en 1999 por el sello Alerce.
El álbum, musicalizado con un cuarteto de cuerdas es el primero grabado por Cuarteto Chile, y contiene temas de distintas zonas del país, recolectadas por los folcloristas Violeta Parra y Héctor Pavez, entre otros. Su objetivo es el de incluir la música folclórica de Chile al dominio de la llamada música «culta».
El disco se comenzó a grabar como acompañamiento musical del programa de televisión de Canal 13 Historia y Geografía del poeta Pablo Neruda, exhibido durante 1971. El director de dicho programa, Hugo Arévalo, insistió en su publicación oficial.
Gastón Soublette agradece en la contratapa al Instituto de Investigaciones Musicales de la Universidad de Chile por su ayuda, así como a los cantautores Margot Loyola, las Hermanas Acuña, Héctor Pavez y especialmente Violeta Parra, con quien trató durante varios años y a quien dedica este álbum. Así, los agradecimientos de Soublette terminan con estas palabras:

«(...) la contribución de Violeta Parra no consistió sólo en la generosa entrega de un repertorio de hermosas melodías recogidas por ella en los campos de Chile, sino en la enseñanza viva del espíritu de esta música a través de una existencia del más auténtico cuño trovadoresco.»
Luis Gastón Soublette

## Lista de canciones
El lado A del disco está dividido en dos partes, una Suite N.º 1 que incluye los ocho primeros temas, y una segunda parte conformado por las dos composiciones que unidas conforman el tema 9. El lado B, por su parte, se compone de cuatro temas, seguido por una Suite N.º 2 titulada «El Norte Grande» (aludiendo al Norte Grande de Chile), que incluye los cinco momentos restantes.

Toda la música compuesta por Luis Gastón Soublette. 
| Lado A |                                                          |               |          |  |
| N.º    | Título                                                   | Informante    | Duración |  |
| 1.     | «Vivan novios y padrinos»                                | Violeta Parra | -        |  |
| 2.     | «Verso por despedida»                                    | Violeta Parra | -        |  |
| 3.     | «Verso por el fin del mundo»                             | Violeta Parra | -        |  |
| 4.     | «Verso por sabiduría»                                    | Violeta Parra | -        |  |
| 5.     | «Verso por el nacimiento de Cristo I»                    | Jorge Urrutia | -        |  |
| 6.     | «Verso por nacimiento de Cristo II»                      | Violeta Parra | -        |  |
| 7.     | «Villancico de Chiloé»                                   | Violeta Parra | -        |  |
| 8.     | «"El cielito" y "La nave"» (danzas de Chiloé)            | Héctor Pavez  | 11:22    |  |
| 9.     | «"El pavo" y "La Malaheña"» (Danzas y tonadas de Chiloé) | Héctor Pavez  | 5:23     |  |
| 16:45  |                                                          |               |          |  |

| Lado B |                                          |                      |          |  |
| N.º    | Título                                   | Informante           | Duración |  |
| 10.    | «Qué pena siente el alma» (vals)         | Violeta Parra        | 3:12     |  |
| 11.    | «Es inútil soñar» (vals)                 | Margot Loyola        | 4:11     |  |
| 12.    | «Prendado de tu lindura»                 | Hermanas Acuña       | -        |  |
| 13.    | «El balambito» (tonada y danza de Ñuble) | Hermanas Acuña       | 3:16     |  |
| 14.    | «Guaino»                                 | Calatambo Albarracín | -        |  |
| 15.    | «Buenas noches tengas madre I»           | Héctor Pavez         | -        |  |
| 16.    | «Buenas noches tengas madre II»          | Calatambo Albarracín | -        |  |
| 17.    | «Marcha de los morenos del norte»        | Calatambo Albarracín | -        |  |
| 18.    | «Achalai» (villancico)                   | Héctor Pavez         | 7:11     |  |
| 17:50  |                                          |                      |          |  |

## Créditos
Cuarteto Chile
- Jaime de la Jara: primer violín
- Fernando Ansaldi: segundo violín
- Manuel Díaz: viola
- Arnaldo Fuentes: violonchelo

Diseño gráfico
- Vicente Larrea
- Antonio Larrea